# ライーノ・ボルゴ
ライーノ・ボルゴ（イタリア語: Laino Borgo）は、イタリア共和国カラブリア州コゼンツァ県にある、人口約1,900人の基礎自治体（コムーネ）。

## 地理

### 位置・広がり

#### 隣接コムーネ
隣接するコムーネは以下の通り。括弧内のPZはポテンツァ県所属を示す。
- アイエータ
- カステッルッチョ・インフェリオーレ (PZ)
- カステッルッチョ・スペリオーレ (PZ)
- ライーノ・カステッロ
- ラウリーア (PZ)
- ロトンダ (PZ)
- トルトラ
- ヴィッジャネッロ (PZ)